# Legame δ

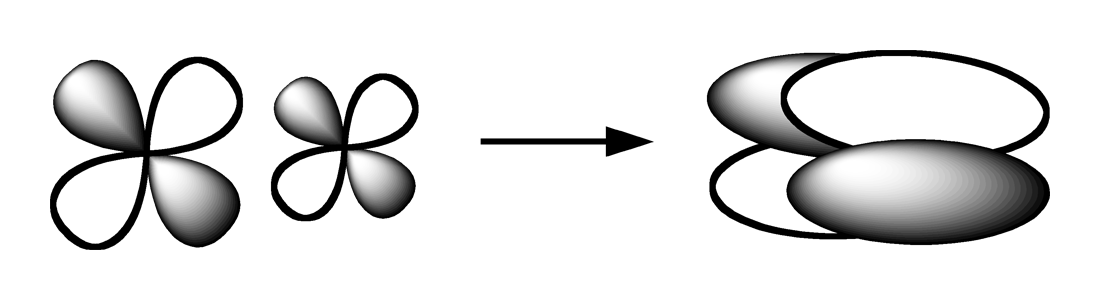
Formazione di un legame δ dalla sovrapposizione di due orbitali d

Il legame δ (delta) è un legame covalente ottenuto per sovrapposizione dei quattro lobi di un orbitale d di simmetria adatta (dx²-y², dxy). Esistono due piani nodali siti fra i due nuclei che contraggono tale legame. Il legame δ è riscontrato nel legame quadruplo, legame multiplo importante in chimica inorganica e che caratterizza complessi quale [Re2Cl10]4- o altri tipi di cluster.
Questo tipo di legame non si riscontra molto comunemente a causa del fatto che l'energia degli orbitali d puri è abbastanza bassa da non permetterne il loro impiego nel legame. È interessante notare che è possibile promuovere, tramite eccitazione, gli elettroni dell'acetilene da orbitali non leganti a minore energia formando un legame δ tra i due atomi di carbonio legati da triplo legame. Ciò si spiega perché la simmetria degli orbitali antileganti π è la stessa di quella del legame δ.
L'esistenza di legami di ordine superiore e con maggiore sovrapposizione di lobi orbitalici è prevista dalla chimica teorica, come i legami φ relativamente agli orbitali f e i legami γ relativamente agli orbitali g, ma ancora non sono stati osservati nella pratica.